# Thirteen (álbum de Megadeth)
Thirteen (estilizado como TH1RT3EN) é o 13° álbum de estúdio da banda de Thrash metal,  Megadeth, lançado no dia 1 de novembro de 2011.
"Thirteen" marca o regresso do baixista Dave Ellefson que atuou na banda de 1983 a 2002. Ellefson voltou a tocar ao vivo com o Megadeth no início de 2010. Esta é a primeira vez que Ellefson toca em um álbum do Megadeth desde "Rude Awakening" de 2002.

## Contexto
O álbum foi gravado no estúdio Tattered de Mustaine em San Marcos, Califórnia, com o produtor Johnny K, que já trabalhou com Disturbed, Sevendust, Machine Head e Staind, entre outros. A arte do álbum foi novamente criada pelo artista John Lorenzi, que foi responsável pela arte nos dois últimos álbuns de estúdio do Megadeth, o "United Abominations" de 2007 e o "Endgame" de 2009, bem como a caixa da banda de 2007, "Warchest".
O líder da banda, Dave Mustaine, falou sobre o novo álbum: "Este disco é o culminar do meu trabalho ao longo dos 13 registros que eu gravei. Há momentos em que captura toda minha emoção, e outros onde eu estou liberando sentimentos que eu nunca soube que existia! Meus melhores momentos da minha carreira musical foram capturados em TH1RT3EN."
Mustaine declarou em entrevista à Rolling Stone que o título do álbum tem vários significados: "Eu nasci em 13 de setembro, este é meu 13º álbum. Pareceu-me a coisa certa a fazer para chamá-lo Thirteen."

## Faixas
Todas faixas escritas por Dave Mustaine, exceto onde anotado.
| N.º            | Título                        | Letras               | Música                                   | Duração |  |
| 1.             | "Sudden Death"                |                      |                                          | 5:09    |  |
| 2.             | "Public Enemy No. 1"          | Mustaine, Johnny K   | Mustaine, Johnny K                       | 4:15    |  |
| 3.             | "Whose Life (Is It Anyways?)" |                      |                                          | 3:50    |  |
| 4.             | "We The People"               | Mustaine, Johnny K   | Mustaine, Johnny K                       | 4:33    |  |
| 5.             | "Guns, Drugs & Money"         | Mustaine, Johnny K   | Mustaine, Johnny K                       | 4:19    |  |
| 6.             | "Never Dead"                  |                      |                                          | 4:32    |  |
| 7.             | "New World Order"             | Mustaine, Nick Menza | Mustaine, David Ellefson, Marty Friedman | 3:56    |  |
| 8.             | "Fast Lane"                   | Mustaine, Johnny K   | Mustaine, Johnny K                       | 4:04    |  |
| 9.             | "Black Swan"                  |                      |                                          | 4:10    |  |
| 10.            | "Wrecker"                     |                      |                                          | 3:51    |  |
| 11.            | "Millennium Of The Blind"     | Mustaine, Johnny K   | Mustaine, Friedman, Johnny K             | 4:15    |  |
| 12.            | "Deadly Nightshade"           |                      |                                          | 4:55    |  |
| 13.            | "13"                          | Mustaine, Johnny K   | Mustaine, Johnny K                       | 5:53    |  |
| Duração total: | Duração total:                | Duração total:       | Duração total:                           | 57:30   |  |

## Integrantes
- Dave Mustaine - vocal, guitarra e violão
- Chris Broderick - guitarra, violão e vocal de apoio
- David Ellefson - baixo e vocal de apoio
- Shawn Drover - bateria, percussão e vocal de apoio